# Федоровский, Александр Николаевич
Алекса́ндр Никола́евич Федоро́вский (укр. Олександр Миколайович Федоровський) — украинский военнослужащий, солдат, участник российско-украинской войны. Герой Украины (2024).

## Биография
Во время российского вторжения в Украину служил солдатом Национальной гвардии Украины. Участвовал в боевых действиях в Запорожской и Донецкой областях, в ходе которых лично ликвидировал около 40 российских оккупантов. В апреле 2024 года, вместе с командиром подразделения, предотвратил прорыв позиций и, рискуя жизнью, уничтожил вражескую штурмовую группу.

## Награды
- Звание «Герой Украины» с удостоением ордена «Золотая Звезда» (30 сентября 2024) — за личное мужество и героизм, проявленные в защите государственного суверенитета и территориальной целостности Украины, верность военной присяге[1].